# خواجگی
خواجگی یک روستا در ایران است که در دهستان براکوه شهرستان خوسف واقع شده‌است. خواجگی ۴۷ نفر جمعیت دارد.